# ソウル・サーファー
『ソウル・サーファー』（Soul Surfer）は、2011年のアメリカ合衆国のドラマ映画。
13歳のときに鮫に襲われて片腕を失いながらも、サーファーを目指したベサニー・ハミルトンの実話を描いている。ベサニー役アナソフィア・ロブの鮫に襲われた後の左腕はCG処理で消して描いている。またサーフィンの場面ではベサニー自身がスタントを務めている。

## ストーリー
ベサニー・ハミルトンは、生まれ育ったハワイで、サーファーである両親と2人の兄に囲まれ、幼い時からサーフィンに明け暮れる生活を送っている。コンテストで優勝した彼女は、幼なじみの親友でライバルでもあるアラナとともに、リップカールがスポンサーにつくほど、プロサーファーとしての将来を嘱望されていた。そんなある日、アラナとその父ホルトや兄バイロンとサーフィンを楽しんでいたベサニーは、鮫に左腕を食いちぎられる大怪我を負う。九死に一生を得た彼女は退院するとすぐにサーフィンを再開し、コンテストに出場するまでに回復する。ところが、ライバルのマリーナらに惨敗したベサニーはショックからサーフィンをやめると言い出す。
失意のベサニーは、かねてより気にかけていたタイの大津波による被災地でのボランティアに加わる。そこでの経験をきっかけに、ベサニーは、勝負にこだわるのではなく、自分が頑張っている姿を見せることで多くの人たちに勇気と希望を与えていることを知る。こうして気持ちを新たにサーフィンを再開したベサニーは厳しいトレーニングを重ね、再びコンテストに挑戦する。結果は5位に終わったものの、満足の行くサーフィンが出来たベサニーは押し寄せるマスコミを前に堂々とインタビューに答える。
その後、プロサーファーとなったベサニーは、サーファーとして活躍するだけでなく、様々なメディアに登場し、世界中に勇気と希望を与え続けている。

## キャスト
- ベサニー・ハミルトン - アナソフィア・ロブ（日本語吹替：山根舞）
- シェリー・ハミルトン - ヘレン・ハント（日本語吹替：坪井木の実）： ベサニーの母。
- トム・ハミルトン - デニス・クエイド（日本語吹替：堀内賢雄）： ベサニーの父。
- アラナ・ブランチャード - ロレイン・ニコルソン（英語版）（日本語吹替：優希）： ベサニーの幼なじみの親友でライバル。
- ホルト・ブランチャード - ケヴィン・ソーボ（日本語吹替：根本泰彦）： アラナの父。
- サラ・ヒル - キャリー・アンダーウッド（日本語吹替：藤原美央子）： 伝道師。ボランティアグループのリーダー。
- ノア・ハミルトン - ロス・トーマス（日本語吹替：川本克彦）： ベサニーの長兄。
- ティミー・ハミルトン - クリス・ブロシュー（日本語吹替：菅原雅芳）： ベサニーの次兄。
- マリーナ・バーチ - ソーニャ・バルモレス・チャン（英語版）（日本語吹替：東條加那子）： ベサニーのライバル。クールだがフェア。
- バイロン・ブランチャード - ジェレミー・サンプター（日本語吹替：落合佑介）： アラナの兄。
- デヴィッド・ロビンスキー医師 - クレイグ・T・ネルソン（日本語吹替：小島敏彦）

アーカイブ映像
- ベサニー・ハミルトン
- アラナ・ブランチャード

他

## 批評家の反応
Rotten Tomatoesでは、99件の批評家レビューで支持率は45%となった。

## 受賞歴
| 賞                             | 部門           | 対象                   | 結果       |
| ------------------------------ | -------------- | ---------------------- | ---------- |
| ピープルズ・チョイス・アワード | 小説原作映画賞 | 『ソウル・サーファー』 | ノミネート |
| サテライト賞                   | 作曲賞         | マルコ・ベルトラミ     | 受賞       |